# Studio Sessions
Studio Sessions è una raccolta di brani del gruppo proto-punk statunitense The Stooges, pubblicato nel 1996 dalla Pilot.

## Il disco
La raccolta comprende diversi brani scartati dalle sessioni di Raw Power, già pubblicati in altre raccolte pubblicate precedentemente. Tra i brani troviamo la versione definitiva di Johanna, I Got a Right (che lo stesso Iggy Pop include regolarmente durante le sue esibizioni), e Head On, Rubber Legs e Open Up and Bleed, brani che si trovano su bootleg più o meno ufficiali.

## Tracce
1. Head On (Pop, Williamson) - 5:40
2. Death Trip (Pop, Williamson) - 5:30
3. I Got a Right (Pop, Williamson) - 2:34
4. Hard to Beat (Pop, Williamson) - 4:43
5. Cock in My Pocket (Pop, Williamson) - 3:49
6. Rubber Legs (Pop, Williamson) - 5:27
7. Johanna (Pop, Williamson) - 8:41
8. Pin Point Eyes (Pop, Williamson) -	6:43
9. Open up and Bleed (Pop, Williamson) - 4:49
10. Raw Power (Pop, Williamson) - 4:30

## Formazione
- Iggy Pop - voce
- James Williamson - chitarra
- Ron Asheton - basso
- Scott Asheton - batteria
- Scott Thurston - pianoforte